# 增城站
增城站，工程名为增城南站，是广汕铁路的一座地面车站，位于广东省广州市增城区石滩镇横岭村西北侧，于2023年9月26日开通。

## 车站结构
本站总建筑面积9,997平方米，站房形式为线侧平式站房，最高聚集人数为1,000人。站房主体采用现浇钢筋混凝土框架结构，地上一层，局部二层，地下局部一层。车站规模为2台6线。站房以挂绿荔枝为设计理念。
此外，车站南北两侧各预留了1台2线，并规划建设北站房。

### 车站楼层
| 地面 | 5站台    | 广汕高铁 汕尾方向（下站：罗浮山） |  |  |
|      | 岛式站台 |                                   |  |  |
|      | 4站台    | 广汕高铁 汕尾方向（下站：罗浮山） |  |  |
|      |          | 广汕高铁 汕尾方向正线             |  |  |
|      |          | 广汕高铁 新塘方向正线             |  |  |
|      | 3站台    | 广汕高铁 新塘方向（下站：新塘）   |  |  |
|      | 岛式站台 |                                   |  |  |
|      | 2站台    | 广汕高铁 新塘方向（下站：新塘）   |  |  |
|      | 站厅     | 售票处、进站口、候车区、出站口    |  |  |

## 图集

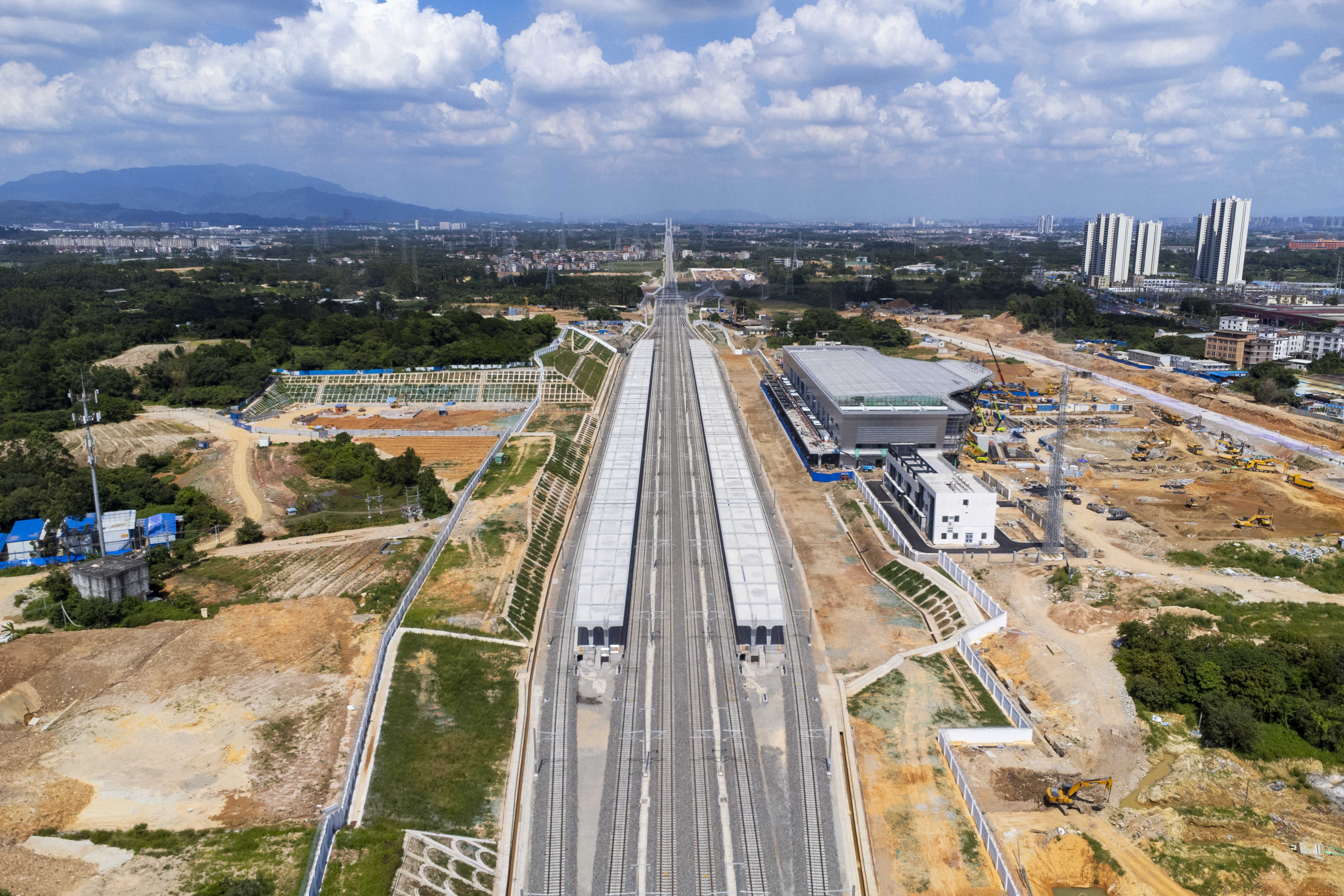
俯瞰车站
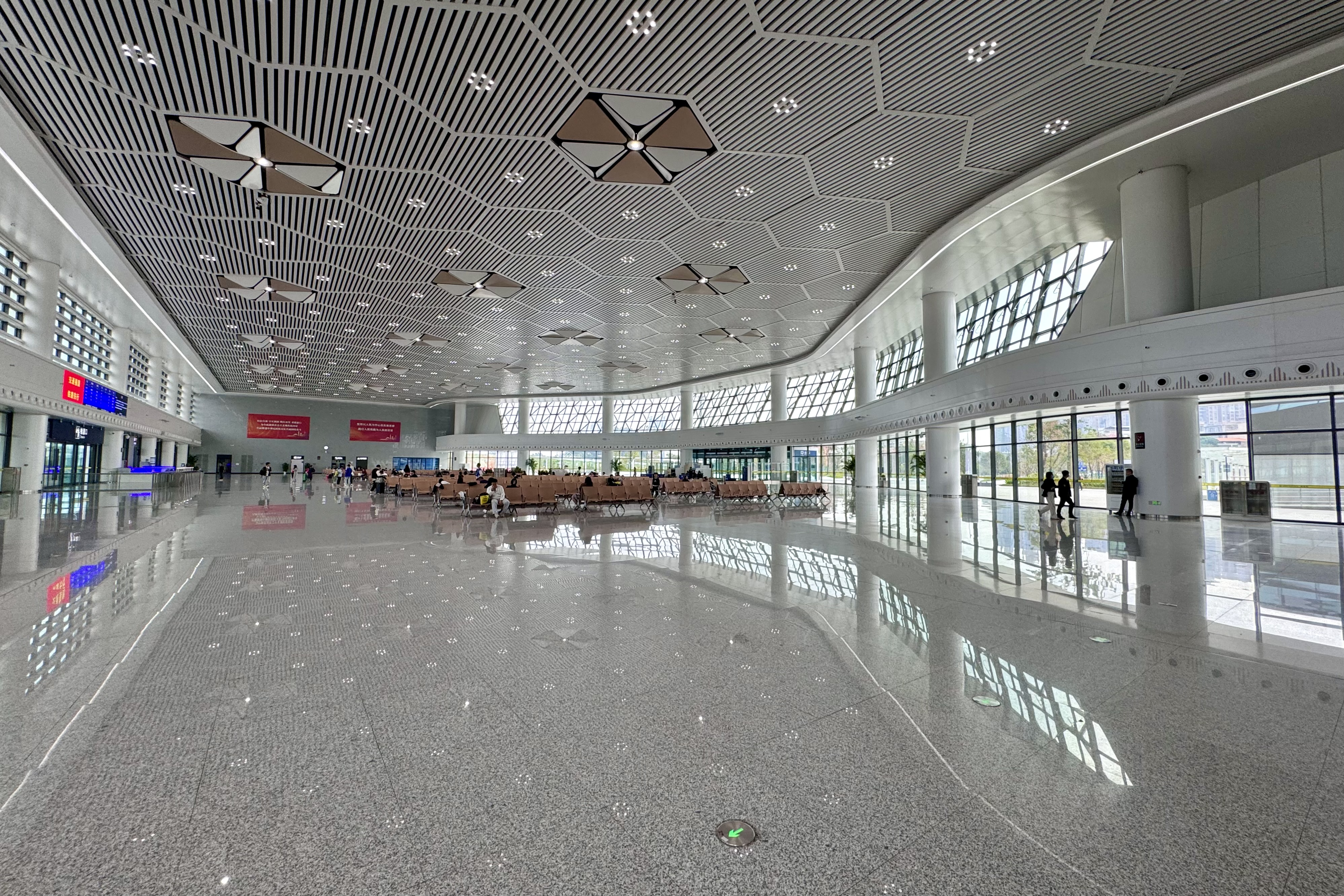
站厅
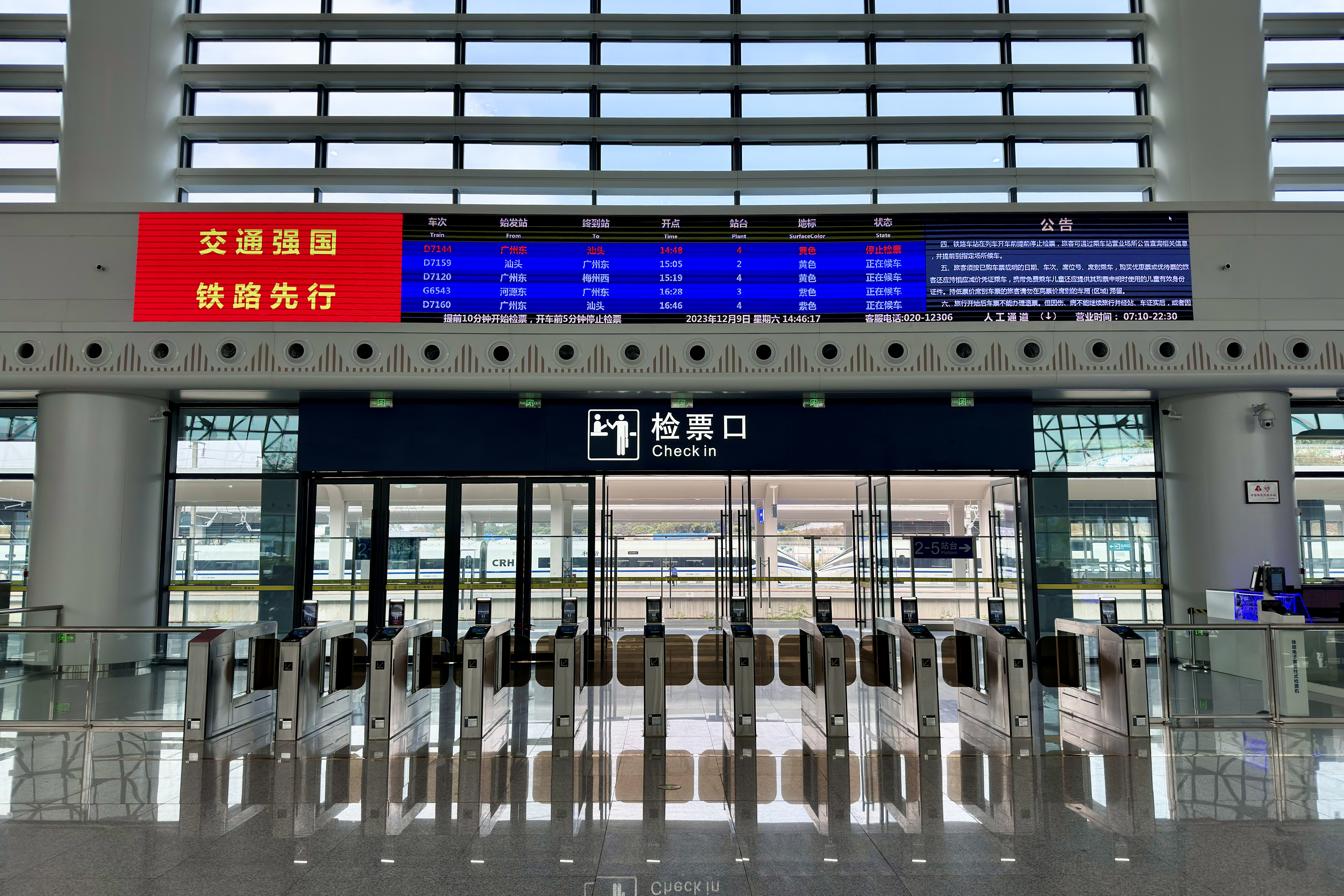
检票口
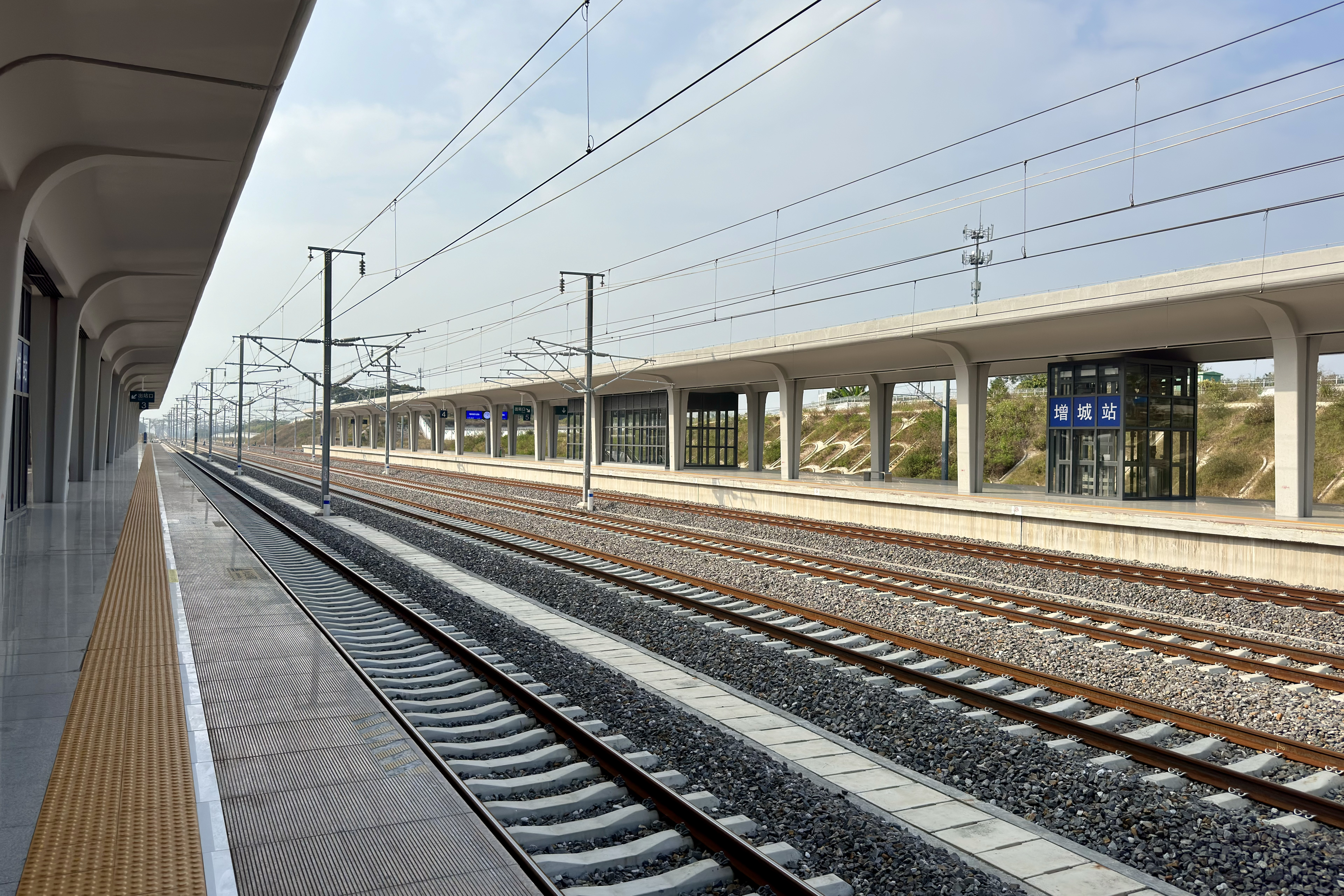
3站台

## 历史
本站于2022年12月2日完成正线路基填筑，同月4日主体结构封顶，同月17日站房屋面钢网架完成提升施工。
2023年9月26日，本站随广汕高铁开通而正式启用。

## 接驳交通

### 巴士
增城站设有配套公交总站，可前往石滩和荔城。
| \| 编号 \| 编号 \| 线路 \| 线路 \| 线路 \| 收费 \| 备注 \| \| ---- \| ---------- \| ---------------- \| ---- \| -------------- \| ---- \| ---- \| \| \| 增城8 \| 增城广场地铁总站 \| ⇆ \| 增城站公交总站 \| 2元 \| \| \| \| 增城34快线 \| 214站 \| ⇆ \| 增城站公交总站 \| 5元 \| \| \| \| 增城76 \| 增城站公交总站 \| ⇆ \| 土江村 \| 2元 \| \| |            |                  |      |                |      |      |
| 编号 | 编号       | 线路             | 线路 | 线路           | 收费 | 备注 |
| | 增城8      | 增城广场地铁总站 | ⇆    | 增城站公交总站 | 2元  |      |
| | 增城34快线 | 214站            | ⇆    | 增城站公交总站 | 5元  |      |
| | 增城76     | 增城站公交总站   | ⇆    | 土江村         | 2元  |      |

### 地铁

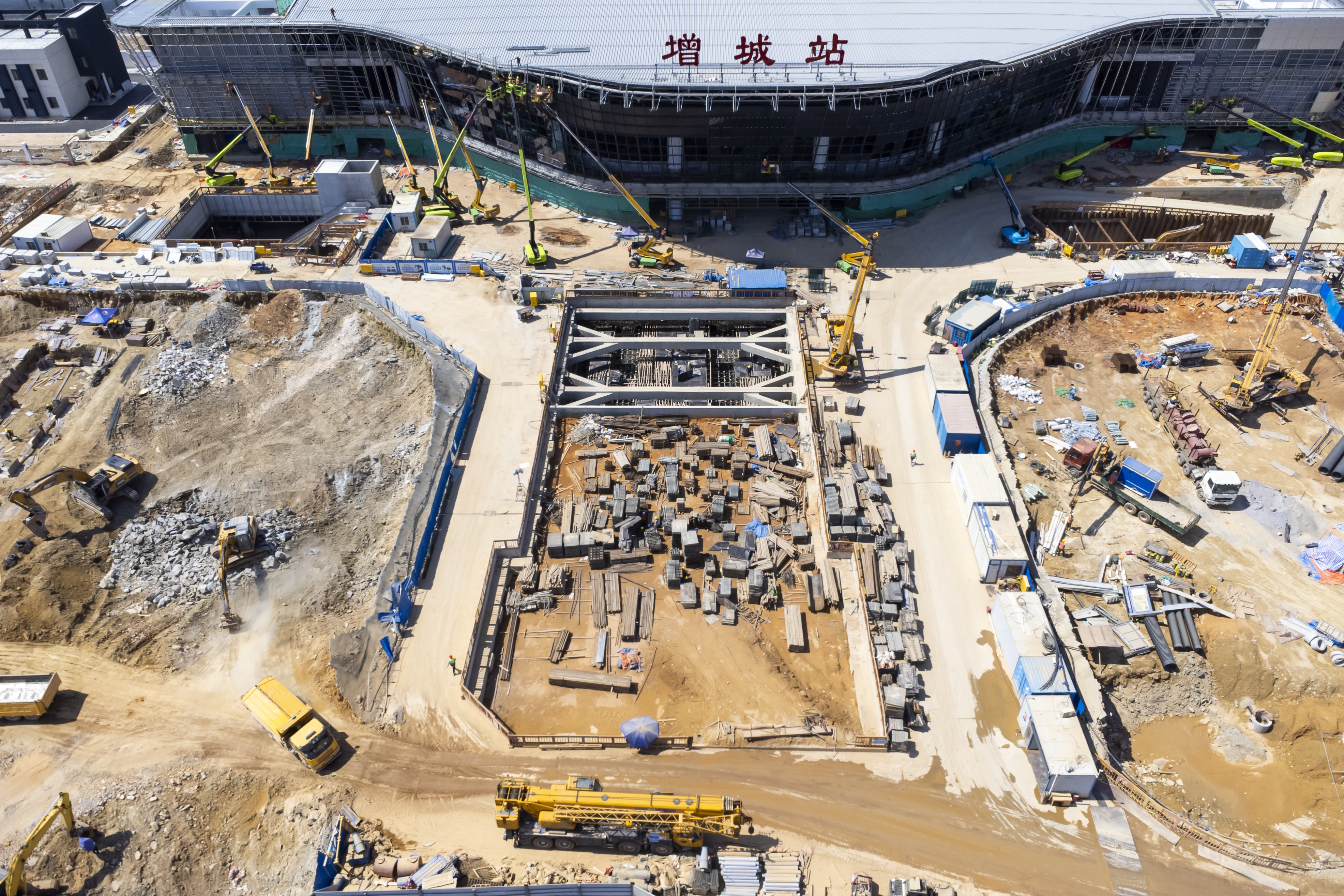
地铁预留工程工地（2023年7月）

规划中的广州地铁16号线和东莞轨道交通4号线将在增城站设站。16号线虽属远期规划线路，但因其规划站位与国铁车站冲突，故需要在广汕高铁新塘站施工时，同步预留16号线车站。该工程名为“增城火车站综合交通枢纽地铁预留工程”，对16号线车站土建结构进行预留，亦建设车站南侧的出入口、与东莞4号线的换乘接口以及平行的市政下穿通道。
16号线车站为地下两层岛式车站，位于增城站下方，与广汕高铁垂直交叉。规划的东莞4号线拟建于增城站东南侧，与广汕高铁平行。两线为“L”型换乘，16号线站台层设有通往东莞4号线站厅的换乘通道。